# Fosse Papiriane

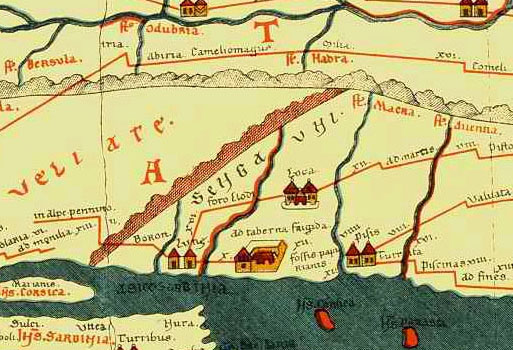
Tabula Peutingeriana: Pars IV - Segmentum IV ; Rappresentazione delle zone Apuane con le colonie di Pisa, Lucca, Luni, il nome "Sengauni" e, lungomare, le "Fossis Papirianis" ; il tratto Pisa Luni non è ancora collegato

Le Fosse Papiriane, così denominata in età romana, sono una zona costiera compresa tra Massaciuccoli e Massa, caratterizzata da ampie aree paludose. Esse comprendevano l'attuale Lago di Massaciuccoli, Viareggio e tutto il litorale che si estende dal lago sino a Marina di Massa.

## Storia
Alcuni autori rinascimentali, quali Leandro Alberti, supposero che le Fosse si trovassero sul crinale delle Apuane, e in particolare tra Fosdinovo e Castelnuovo Garfagnana. Questa supposizione dipende dal fatto che le Fosse si trovano segnate come luogo di stazione militare sulla Tavola di Peutinger; è quindi sembrato probabile a tali autori che alla stazione romana fosse subentrato un centro fortificato. In particolare, nella Tavola Peutingeriana le Fosse sono indicate nella Pars IV Segmentum IV, con il nome latino di Fossis Papirianis, cioè con un ablativo di "stazionamento", quasi per indicare implicitamente come un luogo di stazionamento o un ostacolo che costringesse a fermarsi.
Tuttavia, la stessa Tavola pone le Fosse Papiriane sulla via Aurelia, a 12 miglia romane a ponente di Pisa e 12 miglia romane innanzi a "Tabernam Frigidam". In quella zona si trovano le zone paludose del Lago di Massaciuccoli, con i suoi numerosi fossi, tra cui quello tuttora navigabile detto Fosso della Burlamacca. Sembra quindi più logico desumere che nel periodo della Roma Repubblicana, le Fosse Papiriane si estendessero nella pianura costiera che va dal litorale fino ai piedi delle attuali Alpi Apuane, e da Pisa fino ad tabernas frigidas, cioè l'attuale città di Massa.
Anche se non ci sono prove certe, è stato supposto che le Fosse Papiriane prendano questo nome da alcuni canali di bonifica scavati nella pianura costiera del Lago di Massaciuccoli, e che proprio Massaciuccoli fosse la stazione segnata dalla Tavola. Che l'autore di questa opera di bonifica idraulica fosse un certo Papiro, è reso plausibile dal ritrovamento in Lucca di un'inscrizione in marmo dove viene menzionato un certo Lucio Papiro, augustale presso Lucca e Pisa nei primi decenni dell'Impero romano. Alcuni eruditi settecenteschi avevano già desunto da tali indizi che il proprietario del complesso delle terme romane di Massaciuccoli fosse appunto il detto Lucio Papiro.